# Силвейра дос Сантос, Мигел
Мигел Силвейра дос Сантос (порт. Miguel Silveira; род. 26 марта 2003, Вила-Велья, Эспириту-Санту) — бразильский футболист, атакующий полузащитник клуба «Сочи».

## Клубная карьера
Футбольную карьеру начал в академии клуба «Капишаба». В возрасте 10 лет перешёл в академию «Флуминенсе». В 2014 году в составе команд «Флуминенсе» до 14 и до 15 лет выиграл несколько детско-юношеских турниров. В 2015 году стал игроком академии клуба «Васко да Гама», но через 11 месяцев вернулся в «Флуминенсе».
5 июня 2019 года дебютировал в основном составе «Флуминенсе» в матче Кубка Бразилии против «Крузейро». Он стал самым молодым игроком в истории «Флуминенсе» (на тот момент ему было 16 лет и 71 день). Вскоре после этого он подписал свой первый профессиональный контракт с клубом. 15 июля 2019 года Мигел дебютировал в бразильской Серии A, выйдя на замену Жуану Педро в матче против «Сеары». 4 февраля 2020 года дебютировал в Южноамериканском кубке, выйдя в стартовом составе в матче против чилийского клуба «Унион Ла-Калера».
В 2021 году футболист подал в суд на «Флуминенсе» с требованием о расторжении контракта. В августе суд удовлетворил требования Мигела. Клуб заявил о намерении подать апелляцию.
После этого перешёл в клуб «Ред Булл Брагантино», а 1 марта 2023 года в российский клуб «Сочи».

## Карьера в сборной
В 2018 году вызывался в сборную Бразилии до 15 лет. В 2019 году был включён в заявку сборной Бразилии до 17 лет на юношеский чемпионат Южной Америки, который прошёл в Перу, но поле не появился.